# Bismutit
Bismutit, nicht zu verwechseln mit dem Bismutsulfid Bismuthinit, veraltet auch als Wismutspat bekannt, ist ein eher selten vorkommendes Mineral aus der Mineralklasse der „Carbonate und Nitrate“ mit der chemischen Zusammensetzung Bi2[O2|CO3] und ist damit chemisch gesehen ein Bismut-Carbonat mit zusätzlichen Sauerstoffionen.
Bismutit kristallisiert im orthorhombischen Kristallsystem und entwickelt überwiegend kugelige, radialstrahlige oder massige bis pulvrige Mineral-Aggregate von meist weißer, grauer oder gelber Farbe. Es wurden aber auch schon grün, blau, braun und schwarz gefärbte Bismutite gefunden.

## Etymologie und Geschichte
Erstmals gefunden wurde Bismutit in der „Grube Arme Hilfe“ bei Ullersreuth (Hirschberg (Saale), Thüringen). Als Erstbeschreibung des Minerals gilt die Publikation August Breithaupts von 1841. Breithaupt erwähnte jedoch, dass schon vorher mehrmals kohlensaures Wismutoxid gefunden wurde, wobei dieses im Gemenge vorlag und nicht genau charakterisiert werden konnte:

„Schon mehrmals hat man angegeben, daß in der Natur ein kohlensaures Wismutoxyd vorkomme, aber in keiner Mineralogie ist eine Charakteristik zu finden. Zuletzt noch gab Hr. Gregor an, daß zu St. Agnes in Cornwall kohlensaures Wismut vorgekommen sey. Seine Untersuchung beweist jedoch, daß er einen gemengten Körper zerlegt hat. […] Auf der Eisensteingrube Arme Hülfe zu Ullersreuth bei Hirschberg im Reussischen Voigtlande findet sich unter anderem in einem hornigen dichten Brauneisenerz: gediegen Wismut, Wismutglanz und Hypochlorid, der erstere in eingesprengten oder kleinen Parthieen, der zweite in eingewachsenen nadelförmigen Krystallen und ebenfalls derb. Diese zwei metallischen, von Kupferkies begleitet werdenden, Mineralien sind zuweilen an ihren Rändern und an der Oberfläche, gewöhnlicher aber durch und durch in eine blassgraue oder grüne Substanz umgewandelt, die, wie ich gefunden habe, mehr oder weniger rein aus kohlensaurem Wismutoxyd besteht, und die deshalb, da sie doch jedenfalls ein eigenthümliches Naturproduct ist, den Namen: Bismutit führen möge.“

Breithaupt benannte das Mineral in Anlehnung an den hohen Bismut-Gehalt von über 80 %.

## Klassifikation
In der veralteten 8. Auflage der Mineralsystematik nach Strunz gehörte der Bismutit zur Mineralklasse der „Carbonate“ und dort zur Abteilung „Wasserfreie Carbonate mit fremden Anionen“, wo er gemeinsam mit Beyerit, Kettnerit und Phosgenit in der „Phosgenit-Bismutit-Gruppe“ mit der Systemnummer Vb/B.05 steht.
In der zuletzt 2018 überarbeiteten Lapis-Systematik nach Stefan Weiß, die formal auf der alten Systematik von Karl Hugo Strunz in der 8. Auflage basiert, erhielt das Mineral die System- und Mineralnummer V/C.09-020. Dies entspricht der Klasse der „Nitrate, Carbonate und Borate“ und dort der Abteilung „Wasserfreie Carbonate, mit fremden Anionen“, wo Bismutit zusammen mit Beyerit, Kettnerit und Phosgenit eine unbenannte Gruppe mit der Systemnummer V/C.09 bildet.
Die von der International Mineralogical Association (IMA) zuletzt 2009 aktualisierte 9. Auflage der Strunz’schen Mineralsystematik ordnet den Bismutit in die Klasse der „Carbonate und Nitrate“ und dort in die Abteilung „Carbonate mit zusätzlichen Anionen; ohne H2O“ ein. Hier ist das Mineral in der Unterabteilung „Mit Pb, Bi“ zu finden, wo es als einziges Mitglied eine unbenannte Gruppe mit der Systemnummer 5.BE.25 bildet.
In der vorwiegend im englischen Sprachraum gebräuchlichen Systematik der Minerale nach Dana hat Bismutit die System- und Mineralnummer 16a.03.05.01. Das entspricht der Klasse der „Carbonate, Nitrate und Borate“ und dort der Abteilung „Carbonate - Hydroxyl oder Halogen“. Hier findet er sich innerhalb der Unterabteilung „Carbonate - Hydroxyl oder Halogen mit (AB)2(XO)3Zq“ als einziges Mitglied in einer unbenannten Gruppe mit der Systemnummer 16a.03.05.

## Kristallstruktur
Ersten Strukturmessungen zufolge schien Bismutit in tetragonaler Symmetrie zu kristallisieren. Allerdings ließ sich mit dieser Annahme die Struktur nicht vollständig lösen. Eine neue Strukturanalyse im Jahre 2002 ergab schließlich, dass Bismutit im orthorhombischen Kristallsystem in der Raumgruppe Imm2 (Raumgruppen-Nr. 44) mit den Gitterparametern a = 3,865 Å, b = 3,862 Å und c = 13,675 Å sowie zwei Formeleinheiten pro Elementarzelle kristallisiert, wobei die Elementarzelle jedoch eine ausgeprägte pseudotetragonale Anordnung zeigt.

## Bildung und Fundorte
Bismutit bildet sich als Sekundärmineral durch Verwitterung (meist Oxidation) aus anderen Bismut-Mineralen oder gediegen Bismut. Er tritt daher entsprechend in Paragenese mit gediegen Bismut, Bismuthinit, Bismutoferrit, Chalkopyrit und Goethit auf.
Als eher seltene Mineralbildung kann Bismutit an verschiedenen Fundorten zum Teil zwar reichlich zwar reichlich vorhanden sein, insgesamt ist er jedoch wenig verbreitet. Als bekannt gelten bisher (Stand 2017) rund 700 Fundorte. Neben seiner Typlokalität Ullersreuth in Thüringen fand man Bismutit in Deutschland unter anderem noch in Baden-Württemberg (Schwarzwald), Bayern (Fichtelgebirge, Spessart), Hessen (Odenwald), Niedersachsen (Harz), Nordrhein-Westfalen (Sauerland, Siegerland), Rheinland-Pfalz (Siegerland, Westerwald), Sachsen-Anhalt (Harz) und Sachsen (Erzgebirge).
In Österreich trat das Mineral unter anderem am Hüttenberger Erzberg und nahe der Duisburger Hütte in Kärnten, bei Kottaun (Gemeinde Geras) in Niederösterreich, an mehreren Orten im Salzburger Land sowie bei Brunngraben nahe Flatschach und Sankt Oswald in Freiland in der Steiermark auf.
In der Schweiz fand man Bismutit bisher vor allem in den Kantonen Graubünden und Wallis.
Weitere Fundorte liegen unter anderem in Argentinien, Armenien, Äthiopien, Australien, Bolivien, Brasilien, Chile, China, Finnland, Frankreich, Griechenland, Indien, Italien, Japan, Kanada, Kasachstan, der Demokratischen Republik Kongo, Madagaskar, Mexiko, Mongolei, Mosambik, Namibia, Norwegen, Papua-Neuguinea, Peru, Polen, Portugal, Ruanda, Rumänien, Russland, Schweden, Simbabwe, der Slowakei, Spanien, Südafrika, Tadschikistan, Tschechien, Ungarn, im Vereinigten Königreich (UK) und den Vereinigten Staaten von Amerika (USA).